# Rapid Serial Visual Presentation
Rapid Serial Visual Presentation (RSVP) ist ein Experimentalparadigma in der Kognitionswissenschaft.

## Experimentelles Paradigma
RSVP wird in Experimenten, unter anderem in Studien zur Sprachverarbeitung, eingesetzt, um Versuchspersonen einen Text, meist einzelne Sätze, zu präsentieren. Dabei wird von den Versuchsteilnehmern meist eine Reaktion nach einem bestimmten Ereignis erwartet und die durchschnittliche Zeit, bis dieser Reaktion eruiert. Die Ereignisse können beispielsweise Fehler im Satz („Anomaly Detection“) oder Töne sein.
Es werden auch Ströme von Buchstaben gezeigt, beispielsweise je ein Buchstabe für 10 Millisekunden, in die vereinzelt Ziffern eingebettet sind. Das Ziel der Versuchspersonen ist in diesem Fall, diese „Targets“ im Strom zu erkennen und daraufhin verschiedene Aufgaben auszuführen. Diese Aufgaben reichen von der simplen Nennung des Targets, über das Nennen der nächsten paar, auf das Target folgenden, Reize, bis hin zum Nennen von weiteren Targets im Strom. Diese Experimente kommen häufig bei Untersuchungen des Attentional Blinks vor.

## Anwendung in der Softwaretechnik
Auf kleinen Anzeigen, beispielsweise eines Mobiltelefons oder Handhelds, wird RSVP als Präsentationstechnik angewendet, um längere Texte anzuzeigen. Anstatt den Text statisch und papierähnlich, in Seitenform, darzustellen, wird der Text dynamisch auf der Anzeige abgespielt. Der Benutzer scrollt dabei nicht selbst, sondern folgt nur noch den Wörtern auf der Anzeige. Die Geschwindigkeit wird dabei adaptiv, mit Rücksicht auf die Textstruktur, berechnet. Punktuationen bremsen, kürzere Wörter beschleunigen sie.